# Ocean Airlines
Ocean Airlines er et flyselskab med base i Brescia, Italien. Det er ikke at forveksle med det fiktive selskab Oceanic Airlines.
Ocean Airlines indstillede operationerne i april 2008. De havde stoppet flyvninger siden oktober 2007.
| Luftfart | Spire Denne artikel om flyvning er en spire som bør udbygges. Du er velkommen til at hjælpe Wikipedia ved at udvide den. |